# Берзиньш, Гундарс
Гундарс Берзиньш (латыш. Gundars Bērziņš; 26 сентября 1959, Антужи, Екабпилсский район, ныне Екабпилсский край — 8 января 2023) — латвийский политик.
Родился в крестьянской семье. В 1983 г. окончил факультет механики и машиностроения Рижского политехнического института. В 1988—1989 гг. недолгое время был членом КПСС. После восстановления независимости Латвии оформил в собственность хутор Деллес (латыш. Delles), где работали его родители, и превратил его в успешное хозяйство, разросшееся до нескольких сотен гектаров и производящее зерновую, молочную и мясную продукцию; по состоянию на 2002 год ферма приносила 83 тысячи латов (около 132 тысяч евро) прибыли.
В 1993 году вступил в партию Крестьянский союз Латвии и на первых постсоветских парламентских выборах 1993 года был избран депутатом Сейма Латвии. По воспоминаниям коллеги-депутата Яниса Лагздиньша, в составе Сейма проявил неожиданную для новичка активность: только при обсуждении бюджета на 1994 год брал слово более 100 раз. Занимал должность статс-секретаря министерства земледелия Латвийской республики.
На выборах 1995 года не прошёл в депутаты и занял должность советника премьер-министра Латвии Андриса Шкеле; Берзиньша называли его правой рукой. Именно этот период, связанный с преодолением банковского кризиса в Латвии и борьбой за бездефицитный бюджет, сам Берзиньш считал наиболее удачным в своей карьере. В 1997 году он покинул Крестьянский союз Латвии и в 1998 году выступил одним из соучредителей основанной Шкеле Народной партии, получив членский билет под номером 1. На парламентских выборах 1998 года был избран депутатом и возглавил фракцию Народной партии в Сейме. В 2000—2002 гг. министр финансов Латвии в составе правительства Андриса Берзиньша. На выборах 2002 года был вновь избран депутатом и возглавил комиссию Сейма по бюджету и финансам.
В 2004 году Берзиньш занял пост министра здравоохранения в правительстве Айгарса Калвитиса, которого, как утверждается, в своё время сам и привёл в политику. Эта должность сохранилась за ним и после выборов 2006 года, оставивших за Калвитисом премьерство. Высказывалось мнение, что Берзиньш был лучшим министром здравоохранения в истории Латвии; среди заметных событий его каденции — принятый в 2006 году закон о запрете продажи подслащённых напитков (включая кока-колу) и чипсов в школах. Однако в 2007 году он неожиданно подал в отставку, сославшись на выгорание и необходимость поправить здоровье, и вернулся к работе в своём крестьянском хозяйстве.
Попытки Берзиньша вернуться в политику в 2008—2009 гг. оказались неудачными. О следующей волне латвийских политиков он высказывался резко критически:
Если я покупаю банку с надписью «Шпроты», я не рассчитываю, что внутри будет свинина с гречкой. Если я читаю — партия «Единство», мне кажется, что она борется за единство. Но ничего подобного… Минимум, о котором я бы попросил: смените название! Назовитесь, например, «Анархией».